# Джеррі Френсіс
Джеррі Френсіс (англ. Gerry Francis, нар. 6 грудня 1951, Чизік, Лондон) — англійський футболіст, що грав на позиції півзахисника. По завершенні ігрової кар'єри — тренер.
Виступав, зокрема, за клуб «Квінз Парк Рейнджерс», «Крістал Пелес» та «Ковентрі Сіті», а також національну збірну Англії.

## Клубна кар'єра
Першим професійним клубом Френсіса став «Квінз Парк Рейнджерс», за який він дебютував у березні 1969 року грою з «Ліверпулем». Загалом Джеррі провів у клубі дев'ять сезонів, взявши участь у 295 матчах чемпіонату. Більшість часу, проведеного у складі «Квінз Парк Рейнджерс», був ключовим гравцем команди і її капітаном, зокрема у 1976 році, коли клуб був близький до свого першого в історії чемпіонського титулу, втім в підсумку став лише віце-чемпіоном Англії. Втім через травму спини, отриману в одній із зустрічей за збірну, футболіст був змушений призупинити міжнародну кар'єру, а пізніше і змінити клуб.
У 1979 році новою командою футболіста став «Крістал Пелес», де футболіст провів півтора сезони у вищому дивізіоні, після чого повернувся в КПР, що вже вилетіло у Другий дивізіон. У 1982 році півзахисник перейшов в «Ковентрі Сіті», за який зіграв півсотні зустрічей у вищому англійському дивізіоні і двічі вразив ворота суперника. Цей клуб став останнім з вищого дивізіону у кар'єрі Френсіса.
Влітку 1983 року став гравцем «Ексетер Сіті» з Третього дивізіону, де провів один рік, а у сезоні 1984/85 встиг пограти аж за три нижчолігових клуби — «Кардіфф Сіті», «Портсмут» та «Кардіфф Сіті». Весь цей час гравця мучили травми, через що він не міг повернутися на колишній рівень і рідко виходив на поле.
Завершив професійну ігрову кар'єру у клубі «Бристоль Роверс», за команду якого виступав протягом 1985—1987 років у Третьому дивізіоні.

## Виступи за збірну
30 жовтня 1974 року дебютував в офіційних іграх у складі національної збірної Англії в матчі відбору на чемпіонат Європи 1976 року проти Чехословаччини (3:0), ставши 900-им гравцем, що зіграв за національну збірну Англії. Протягом кар'єри у національній команді, яка тривала 3 роки, провів у формі головної команди країни 12 матчів, забивши 3 голи.

## Кар'єра тренера
Ще під час ігрової кар'єри був граючим тренером «Ексетер Сіті», яким керував у сезоні 1983/84. А вже після закінчення ігрової кар'єри у 1987 році очолив тренерський штаб клубу «Бристоль Роверс», на посаді якого він змінив Боббі Гоулда. За підсумками сезону 1989/90 команда виграла Третій дивізіон і піднялася в класі. Завершивши сезон 1990/91 у Другому дивізіоні на 9 місці, Френсіс змінив команду на «Квінз Парк Рейнджерс».
У першому сезоні Прем'єр-ліги команда посіла найвище, п'яте місце, серед усіх лондонських команд чемпіонату. Наступний рік завершився для клубу на дев'ятому місці, а через сезон КПР фінішував восьмим. Після того, як збірна Англії не пройшла відбір на чемпіонат світу 1994 року, відбулась відставка головного тренера команди Грема Тейлора. Одним з претендентів на його пост був Джеррі Френсіс, але вибір керівників ФА впав на Террі Венейблза. Крім збірної, був варіант з «Вулвергемптон Вондерерз», але Джеррі відхилив цю пропозицію.
У листопаді 1994 року Френсіс уклав контракт з іншою командою з Лондона — «Тоттенгем Готспур». Пізніше разом з собою тренер за 6 мільйонів фунтів забрав Леса Фердінанда, що зарекомендував себе по виступам за КПР. Через скромні результати команди (в сезоні 1997/98 команда боролося за збереження місця в Прем'єр-лізі) в листопаді 1997 року Френсіс був звільнений.
У вересні 1998 року Джеррі повернувся в «Квінз Парк Рейнджерс», який на той момент вилетів в Перший дивізіон, другий за рівнем дивізіон Англії. Через 3 роки команда спустилася в Другий дивізіон, втім ще до того у лютому 2001 року керівництво звільнило Френсіса. 
У червні 2001 року став тренером «Брістоль Роверс». Сезон команда почала з трьох перемог поспіль, але травми не дозволили команді вдало виступити в чемпіонаті, і перед Різдвом він подав у відставку.
У період з 2008 по 2013 рік був помічником тренера в «Сток Сіті», потім ту ж посаду обіймав роком пізніше в «Крістал Пелес», де знову був помічником Тоні П'юліса, а з 2015 року став працювати з П'лісом в тренерському штабі «Вест Бромвіч Альбіон».

## Титули і досягнення

### Як гравця
- Віце-чемпіон Англії: 1975/76

### Як тренера
- Переможець Третього дивізіону Футбольної ліги: 1989/90
- Фіналіст Трофею Футбольної ліги: 1989/90
- Тренер місяця англійської Прем'єр-ліги: грудень 1994[9]